# گرافنهاوزن
گرافنهاوزن (به آلمانی: Grafenhausen) یک شهر در آلمان است که در Waldshut واقع شده است. گرافنهاوزن ۲٬۳۲۹ نفر جمعیت دارد.

## خواهرخوانده
شهر کمبریت خواهرخواندهٔ گرافنهاوزن هست.